# Colossendeis curtirostris
Colossendeis curtirostris är en havsspindelart som beskrevs av Stock, J.H. 1963. Colossendeis curtirostris ingår i släktet Colossendeis och familjen Colossendeidae. Inga underarter finns listade i Catalogue of Life.